# Romanowo (Białoruś)
Romanowo (biał. Раманова; ros. Романово) – wieś na Białorusi, w obwodzie grodzieńskim, w rejonie szczuczyńskim.
W latach 1921–1939 wieś należała do gminy Berszty, w powiecie grodzieńskim województwa białostockiego.
Według Powszechnego Spisu Ludności z 1921 roku wieś zamieszkiwało 95 osób, wśród których 5 było wyznania rzymskokatolickiego, 90 prawosławnego. Jednocześnie 95 mieszkańców zadeklarowało białoruską przynależność narodową. Było tu 16 budynków mieszkalnych.